# Deborah Coleman
Pour les articles homonymes, voir Coleman.
Deborah Coleman (3 octobre 1956 - 12 avril 2018) est une musicienne de blues américaine. Elle remporte le prix de la « meilleure guitariste de blues » en 2001 et fut nommée neuf fois pour le WC Handy Blues Music Award . 

## Biographie
Deborah Coleman est née à Portsmouth, en Virginie, et grandit dans une famille passionnée de musique ayant vécu entre autres à San Diego, San Francisco, Bremerton, Washington et dans la région de Chicago. Son père jouait du piano, deux de ses frères de la guitare et sa sœur de la guitare et du clavier. Elle se met à la guitare à l'âge de 8 ans. Elle joue dans les plus grandes salles de concerts telles que le North Atlantic Blues Festival (2007), le Waterfront Blues Festival (2002), le Monterey Jazz Festival (2001), le Ann Arbor Blues and Jazz Festival (2000), le Sarasota Blues Festival (1999), le San Francisco Blues Festival (1999) et le Fountain Blues Festival (1998).   
Elle sort son premier album, Takin' a Stand, en 1995 sur le label New Moon Records. 
Son premier album sur le label Blind Pig Records, I Can't Lose sort en 1997. Sa version de Fine and Mellow de Billie Holiday est largement diffusée sur les stations de radio universitaires et publiques aux États-Unis. L'album Soul Be It (2002) comprend l'ouverture Brick, My Heart Bleeds Blue, Don't Lie to Me, et un morceau de jump blues, I Believe. Ceux-ci ont été suivis de What About Love? (2004) et Stop the Game (2007). Time Bomb (2007) mettait en vedette trois femmes musiciennes de blues : Coleman, Sue Foley et Roxanne Potvin . 
Coleman est décédée le 12 avril 2018 des suites de complications liées à une bronchite et une pneumonie. 
| An   | Titre              | Genre        | Label     |
| ---- | ------------------ | ------------ | --------- |
| 1995 | Takin' a Stand     | Blues / Rock | New Moon  |
| 1997 | I Can't Lose       | Blues-Rock   | Bling Pig |
| 1998 | Where Blue Begins  | Blues / Rock | Bling Pig |
| 2000 | Soft Place to Fall | Blues / Rock | Bling Pig |
| 2001 | Livin' on Love     | Blues / Rock | New Moon  |
| 2002 | Soul Be It         | Blues / Rock | Blind Pig |
| 2004 | What About Love    | Blues        | Telarc    |
| 2007 | Stop the Game      | Blues / Rock | JSP       |

| An   | Titre     | Genre      | Label     | Remarques                       |
| ---- | --------- | ---------- | --------- | ------------------------------- |
| 2007 | Time Bomb | Blues Rock | Ruf (Idn) | avec Sue Foley & Roxanne Potvin |